# 米尔维耶勒-莱蒙彼利埃
米尔维耶勒-莱蒙彼利埃（法語：Murviel-lès-Montpellier，法語發音：[myʁvjɛl lɛ mɔ̃pəlje]，意为“蒙彼利埃附近的米尔维耶勒”）是法国埃罗省的一个市镇，位于该省东部，省会蒙彼利埃市区西部，属于蒙彼利埃区。该市镇总面积10.11平方公里，2009年时的人口为1928人。

## 人口
米尔维耶勒-莱蒙彼利埃人口变化图示